# Cheilolejeunea holostipa
Cheilolejeunea holostipa là một loài Rêu trong họ Lejeuneaceae. Loài này được (Spruce) Grolle & R.L. Zhu mô tả khoa học đầu tiên năm 2001.